# Stenoheriades
Stenoheriades is een geslacht van vliesvleugelige insecten van de familie Megachilidae.

## Soorten
- S. asiaticus (Friese, 1921)
- S. blommersi Pauly & Griswold, 2001
- S. braunsi (Cockerell, 1932)
- S. eingeddicus Griswold, 1994
- S. hofferi (Tkalcu, 1984)
- S. integer (Benoist, 1934)
- S. livingstonei (Cockerell, 1932)
- S. mackieae (Cockerell, 1936)
- S. maroccanus (Benoist, 1928)
- S. prionotus Griswold, 1994
- S. truncaticeps (Friese, 1922)